# Anthidiellum strigatum
Anthidiellum strigatum là một loài ong trong họ Megachilidae. Loài này được Panzer miêu tả khoa học đầu tiên năm 1805.